# Alfonso Pérez (fotbollsspelare)
Alfonso Pérez Muñoz, född den 26 september 1972 i Getafe, Spanien, är en spansk fotbollsspelare som tog OS-guld i herrfotbollsturneringen vid de olympiska sommarspelen 1992 i Barcelona. 